# Metanipponaphis assamensis
Metanipponaphis assamensis är en insektsart som beskrevs av Ghosh, A.K. och D.N. Raychaudhuri 1973. Metanipponaphis assamensis ingår i släktet Metanipponaphis och familjen långrörsbladlöss. Inga underarter finns listade i Catalogue of Life.